# 23. Screen Actors Guild-gála
A 23. Screen Actors Guild-gála a 2016-os év legjobb filmes és televíziós alakításait értékelte. A díjátadót 2017. január 29-én tartották a Los Angeles-i Shrine Auditoriumban. A ceremóniát a TNT és a TBS televízióadók egyszerre közvetítették élőben, az észak-amerikai időzóna szerint este nyolc órától. A jelöltek listáját 2016. december 14-én hozták nyilvánosságra.
2016. augusztus 4-én tették közzé, hogy a Screen Actors Guild-életműdíjat Lily Tomlin kapja meg.

## Győztesek és jelöltek

### Film
| Legjobb férfi főszereplő | Legjobb férfi főszereplő | Legjobb női főszereplő     | Legjobb női főszereplő |
| --- | --- | -------------------------- | --- |
| | Denzel Washington – Kerítések (Troy Maxson) - Casey Affleck – A régi város (Lee Chandler) - Andrew Garfield – A fegyvertelen katona (Desmond Doss) - Ryan Gosling – Kaliforniai álom (Sebastian Wilder) - Viggo Mortensen – Fantasztikus Kapitány (Ben Cash) |                            | Emma Stone – Kaliforniai álom (Mia Dolan) - Amy Adams – Érkezés (Dr. Louise Banks) - Emily Blunt – A lány a vonaton (Rachel Watson) - Natalie Portman – Jackie (Jacqueline Kennedy Onassis) - Meryl Streep – Florence – A tökéletlen hang (Florence Foster Jenkins) |
| Legjobb férfi mellékszereplő | Legjobb férfi mellékszereplő | Legjobb női mellékszereplő | Legjobb női mellékszereplő |
| | Mahershala Ali – Holdfény (Juan) - Jeff Bridges – A préri urai (Marcus Hamilton) - Hugh Grant – Florence – A tökéletlen hang (St. Clair Bayfield) - Lucas Hedges – A régi város (Patrick Chandler) - Dev Patel – Oroszlán (Saroo Brierley)                   |                            | Viola Davis – Kerítések (Rose Maxson) - Naomie Harris – Holdfény (Florence Jackson) - Nicole Kidman – Oroszlán (Sue Brierley) - Octavia Spencer – A számolás joga (Beth Gardner) - Michelle Williams – A régi város (Randi Chandler)                                |
| Legjobb szereplőgárda (mozifilm) | |                            | |
| A számolás joga – Mahershala Ali, Kevin Costner, Kirsten Dunst, Taraji P. Henson, Aldis Hodge, Janelle Monáe, Jim Parsons, Glen Powell, Octavia Spencer - Fantasztikus Kapitány – Annalise Basso, Shree Crooks, Ann Dowd, Kathryn Hahn, Nicholas Hamilton, Samantha Isler, Frank Langella, George MacKay, Erin Moriarty, Viggo Mortensen, Missi Pyle, Charlie Shotwell, Steve Zahn - Kerítések – Jovan Adepo, Viola Davis, Stephen McKinley Henderson, Russell Hornsby, Saniyya Sidney, Denzel Washington, Mykelti Williamson - A régi város – Casey Affleck, Kyle Chandler, Lucas Hedges, Gretchen Mol, Matthew Broderick, Michelle Williams - Holdfény – Mahershala Ali, Naomie Harris, André Holland, Jharrel Jerome, Janelle Monáe, Trevante Rhodes, Ashton Sanders | |                            | |
| Legjobb kaszkadőrgárda (mozifilm) | |                            | |
| A fegyvertelen katona - Amerika Kapitány: Polgárháború - Doctor Stronge - Éjszakai ragadozók - Jason Bourne | |                            | |

### Televízió
| Legjobb színész (minisorozat vagy tévéfilm) | Legjobb színész (minisorozat vagy tévéfilm) | Legjobb színésznő (minisorozat vagy tévéfilm) | Legjobb színésznő (minisorozat vagy tévéfilm) |
| --- | --- | --------------------------------------------- | --- |
| | Bryan Cranston – A végsőkig (Lyndon B. Johnson) - Riz Ahmed – Aznap éjjel (Nasir "Naz" Khan) - Sterling K. Brown – American Crime Story: Az O. J. Simpson-ügy (Christopher Dardén) - John Turturro – Aznap éjjel (John Stone) - Courtney B. Vance – American Crime Story: Az O. J. Simpson-ügy (Johnnie Cochran) |                                               | Sarah Paulson – American Crime Story: Az O. J. Simpson-ügy (Marcia Clark) - Bryce Dallas Howard – Fekete tükör (Lacie Pound) - Felicity Huffman – Bűnök és előítéletek (Leslie Graham) - Audra McDonald – Lady Day at Emerson's Bar and Grill (Billie Holiday) - Kerry Washington – Bizonyosság (Anita Hill) |
| Legjobb színész (drámasorozat) | Legjobb színész (drámasorozat) | Legjobb színésznő (drámasorozat)              | Legjobb színésznő (drámasorozat) |
| | John Lithgow – A Korona (Winston Churchill) - Sterling K. Brown – Rólunk szól (Randall Pearson) - Peter Dinklage – Trónok harca (Tyrion Lannister) - Rami Malek – Mr. Robot (Elliot Alderson) - Kevin Spacey – Kártyavár (Francis Underwood)                                                                     |                                               | Claire Foy – A Korona (II. Erzsébet királynő) - Millie Bobby Brown – Stranger Things (Eleven) - Thandiwe Newton – Westworld (Maeve Millay) - Winona Ryder – Stranger Things (Joyce Byers) - Robin Wright – Kártyavár (Claire Underwood)                                                                      |
| Legjobb színész (vígjátéksorozat) | Legjobb színész (vígjátéksorozat) | Legjobb színésznő (vígjátéksorozat)           | Legjobb színésznő (vígjátéksorozat) |
| | William H. Macy – Shameless – Szégyentelenek (Frank Gallagher) - Anthony Anderson – Feketék fehéren (Andre "Dre" Johnson, Sr.) - Tituss Burgess – A megtörhetetlen Kimmy Schmidt (Titus Andromedon) - Ty Burrell – Modern család (Phil Dunphy) - Jeffrey Tambor – Transparent (Maura Pfefferman)                 |                                               | - Julia Louis-Dreyfus – Az alelnök (Selina Meyer) - Uzo Aduba – Narancs az új fekete (Suzanne "Crazy Eyes" Warren) - Jane Fonda – Grace és Frankie (Grace Hanson) - Ellie Kemper – A megtörhetetlen Kimmy Schmidt (Kimmy Schmidt) - Lily Tomlin – Grace és Frankie (Frankie Bergstein)                       |
| Legjobb szereplőgárda (drámasorozat) | |                                               | |
| Stranger Things – Millie Bobby Brown, Cara Buono, Joe Chrest, Natalia Dyer, David Harbour, Charlie Heaton, Joe Keery, Gaten Matarazzo, Caleb McLaughlin, Matthew Modine, Rob Morgan, John Paul Reynolds, Winona Ryder, Noah Schnapp, Mark Steger, Finn Wolfhard - A Korona – Claire Foy, Clive Francis, Harry Hadden-Paton, Victoria Hamilton, Jared Harris, Daniel Ings, Billy Jenkins, Vanessa Kirby, John Lithgow, Lizzy McInnerny, Ben Miles, Jeremy Northam, Nicholas Rowe, Matt Smith, Pip Torrens, Harriet Walter - Downton Abbey – Samantha Bond, Hugh Bonneville, Patrick Brennan, Laura Carmichael, Jim Carter, Raquel Cassidy, Paul Copley, Brendan Coyle, Michelle Dockery, Kevin Doyle, Michael Fox, Joanne Froggatt, Matthew Goode, Harry Hadden-Paton, Robert James-Collier, Sue Johnston, Allen Leech, Phyllis Logan, Elizabeth McGovern, Sophie McShera, Lesley Nicol, Douglas Reith, David Robb, Maggie Smith, Jeremy Swift, Howard Ward, Penelope Wilton - Trónok harca – Alfie Allen, Jacob Anderson, Dean-Charles Chapman, Emilia Clarke, Nikolaj Coster-Waldau, Liam Cunningham, Peter Dinklage, Nathalie Emmanuel, Kit Harington, Lena Headey, Conleth Hill, Kristofer Hivju, Michiel Huisman, Faye Marsay, Jonathan Pryce, Sophie Turner, Carice van Houten, Gemma Whelan, Maisie Williams - Westworld – Ben Barnes, Ingrid Bolsø Berdal, Ed Harris, Luke Hemsworth, Anthony Hopkins, Sidse Babett Knudsen, James Marsden, Leonardo Nam, Thandiwe Newton, Talulah Riley, Rodrigo Santoro, Angela Sarafyan, Jimmi Simpson, Ptolemy Slocum, Evan Rachel Wood, Shannon Woodward, Jeffrey Wright | |                                               | |
| Legjobb szereplőgárda (vígjátéksorozat) | |                                               | |
| Narancs az új fekete – Uzo Aduba, Alan Aisenberg, Danielle Brooks, Blair Brown, Jackie Cruz, Lea DeLaria, Beth Dover, Kimiko Glenn, Annie Golden, Laura Gómez, Diane Guerrero, Michael Harney, Brad William Henke, Vicky Jeudy, Julie Lake, Selenis Leyva, Natasha Lyonne, Taryn Manning, James McMenamin, Adrienne C. Moore, Kate Mulgrew, Emma Myles, Matt Peters, Lori Petty, Jessica Pimentel, Dascha Polanco, Laura Prepon, Jolene Purdy, Elizabeth Rodriguez, Nick Sandow, Abigail Savage, Taylor Schilling, Constance Shulman, Dale Soules, Yael Stone, Lin Tucci, Samira Wiley - Agymenők – Mayim Bialik, Kaley Cuoco, Johnny Galecki, Simon Helberg, Kunal Nayyar, Jim Parsons, Melissa Rauch - Az alelnök – Dan Bakkedahl, Sufe Bradshaw, Anna Chlumsky, Gary Cole, Kevin Dunn, Clea Duvall, Nelson Franklin, Tony Hale, Hugh Laurie, Julia Louis-Dreyfus, Sam Richardson, Reid Scott, Timothy Simons, John Slattery, Sarah Sutherland, Matt Walsh, Wayne Wilderson - Feketék fehéren – Anthony Anderson, Miles Brown, Deon Cole, Laurence Fishburne, Jenifer Lewis, Peter Mackenzie, Marsai Martin, Jeff Meacham, Tracee Ellis Ross, Marcus Scribner, Yara Shahidi - Modern család – Aubrey Anderson-Emmons, Julie Bowen, Ty Burrell, Jesse Tyler Ferguson, Nolan Gould, Sarah Hyland, Jeremy Maguire, Ed O’Neill, Rico Rodriguez, Eric Stonestreet, Sofía Vergara, Ariel Winter | |                                               | |
| Legjobb kaszkadőrgárda (televízió) | |                                               | |
| Trónok harca (HBO) - Daredevil (Netflix) - Luke Cage (Netflix) - The Walking Dead (AMC) - Westworld (HBO) | |                                               | |

### Screen Actors Guild-életműdíj
- Lily Tomlin

## In Memoriam
A gála "in memoriam" szegmense az alábbi, 2016-ban elhunyt személyekről emlékezett meg:
- Ken Howard
- William Schallert
- Patty Duke
- Jack Riley
- Nancy Reagan
- Bill Nunn
- Alan Young
- Anton Yelchin
- Alexis Arquette
- Anne Jackson
- Kenny Baker
- Hugh O'Brian
- Florence Henderson
- Robert Vaughn
- William Christopher
- George Kennedy
- David Huddleston
- Doris Roberts
- Larry Drake
- Jon Polito
- Theresa Saldana
- Garry Shandling
- John McMartin
- Thomas Mikal Ford
- Robert Horton
- Beth Howland
- Ron Glass
- Fyvush Finkel
- Steven Hill
- Richard Libertini
- Abe Vigoda
- Dan Haggerty
- Prince
- Alan Thicke
- Gábor Zsazsa
- Garry Marshall
- Gene Wilder
- Mary Tyler Moore
- Carrie Fisher
- Debbie Reynolds

## Műsorvezetők
A gálán az alábbi műsorvezetők működtek közre:
- Dolly Parton (Lifetime Achievement Award)*
- Casey Affleck
- Mahershala Ali
- Naomie Harris
- Lucas Hedges
- Taraji P. Henson
- Brie Larson
- Janelle Monáe
- Viggo Mortensen
- Octavia Spencer
- Riz Ahmed
- Viola Davis
- Michelle Dockery
- Kathryn Hahn
- Salma Hayek
- Jonah Hill
- Kate Hudson
- Nicole Kidman
- Ashton Kutcher
- John Legend
- James Marsden
- Gina Rodriguez
- Denzel Washington
- Millie Bobby Brown
- Sophia Bush
- Gabrielle Carteris
- Common
- Gaten Matarazzo
- Caleb McLaughlin
- Alia Shawkat
- Finn Wolfhard
- Steven Yeun

* Eredetileg Jane Fonda adta volna át a díjat, de betegség miatt végül lemondta.

## Fordítás
- Ez a szócikk részben vagy egészben  a(z)   23rd Screen Actors Guild Awards című angol Wikipédia-szócikk fordításán alapul.  Az eredeti cikk szerkesztőit annak laptörténete sorolja fel. Ez a jelzés csupán a megfogalmazás eredetét és a szerzői jogokat jelzi, nem szolgál a cikkben szereplő információk forrásmegjelöléseként.